# Bankipore
Bankipore és una àrea residencial de la ciutat de Patna a Bihar, Índia a la riba del Ganges. Fou capital del districte de Patna fins al 1912 quan Patna fou convertida en capital del districte i de la nova província de Bihar i Orissa i Bankipore va passar a ser part de la ciutat.
Vegeu també: Bankipur